# Белгород (аэропорт)
Аэропорт Бе́лгород (Белгород, аэропорт имени В. Г. Шухова) (ИАТА: EGO, ИКАО: UUOB) — международный аэропорт в Белгородской области, обслуживающий Белгород и прилегающие к нему другие районы области. Расположен в Восточном округе Белгорода, в 4 километрах на север от центра города, на проспекте Богдана Хмельницкого.
Аэропорт обслуживает в основном региональные рейсы, а также допущен к выполнению международных чартерных. По итогам 2014 года пассажиропоток аэропорта составил 396,932 человек.
C 24 февраля 2022 года работа аэропорта приостановлена.

## История
Днём основания аэропорта считается 30 августа 1954 года, когда вышел приказ заместителя начальника Главного управления воздушного флота при Совете Министров СССР, белгородская посадочная площадка начала своё преобразование в аэропорт IV класса.
В 1954 году звено По-2 (3 шт.) курской авиаэскадрильи перебазировались на северную окраину Белгорода. Эти самолёты осуществляли перевозку грузов, почты, медицинского персонала в районы недавно созданной Белгородской области. Штат сотрудников (техники, пилоты) не превышал 20-30 человек.
В 1957 году в эксплуатацию поступили самолёты Як-12, способные перевозить 4 пассажира или 350 килограммов груза. Самолёты использовались для полётов по территории области. В 1959—1968 годы производилось наращивание флота за счет самолётов Ан-2 и Як-12. Создавались небольшие аэропорты в районах области. На предприятии работало около 80-90 человек.

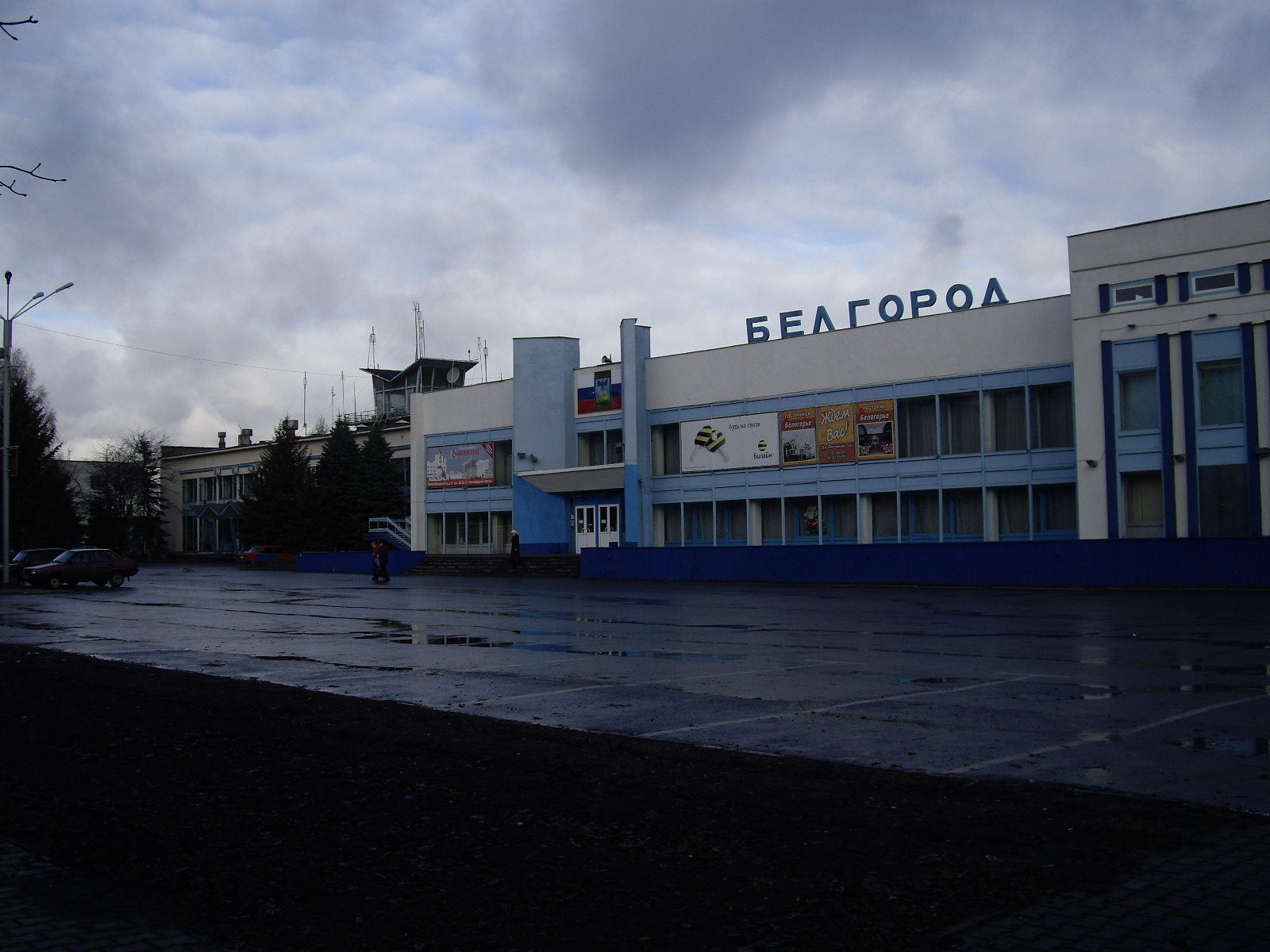
Здание старого аэровокзала в 2007 году

В 1969 году сдана в эксплуатацию ИВПП. Начался приём ближнемагистральных самолётов Як-40, Л-410, Ан-24. Совершались полёты в Москву, Сочи, Анапу, Симферополь, Полтаву, Донецк. Была создана служба управления воздушным движением, на предприятии работали 170 человек. С 1970 года открылись полёты в Ростов-на-Дону, Воронеж, Краснодар, Липецк.
В 1975 год аэропорт допущен к приёму Ту-134. Открывались новые направления в Мурманск, Свердловск, Астрахань, Тюмень, Смоленск, Саратов, Мариуполь.
В 1976—1989 годы было расширение географии полётов и увеличение интенсивности рейсов. В 1981 году была закончена реконструкция ВПП. В 1985—1994 годы выполнялись пассажирские рейсы в Хабаровск, Новосибирск, Сургут, Тюмень, Мурманск, Архангельск, Ленинград, Ригу, Минск, Киев, Львов, Ереван, Сочи, Одессу, Симферополь, Калининград, Баку, Челябинск.
В 1995 году аэропорту присвоен статус международного. Наряду с выполнением внутренних рейсов начали выполняться международные полёты в Турцию, Болгарию, Израиль, Венгрию. Принимались грузовые самолёты из Индии, Китая, Голландии, ОАЭ.
В 1998—1999 годы в связи с резким уменьшением спроса на пассажирские авиаперевозки и уменьшением объёма работ, сократилось количество выполняемых рейсов, а также снизилось выполнение АХР.
В 2000—2001 годы возобновились регулярные пассажирские перевозки, в том числе и международные. Открылись новые рейсы в Салехард, Тюмень, Сургут, Норильск, Екатеринбург, Анапу, Мурманск, Сочи, Новый Уренгой, Советский, Нарьян-Мар, Архангельск, Израиль, Венгрию, Кипр, Болгарию на самолётах Ту-134, Ту-154, Як-42, вместимостью 70 — 160 пассажиров.
В апреле 2002 года Белгородское авиапредприятие преобразовано в ФГУП «Белгородское государственное авиационное предприятие», а в декабре этого же года было преобразовано в открытое акционерное общество «Белгородское авиапредприятие».
2004—2009 годы завершилась эксплуатация собственного парка воздушных судов, ликвидировался лётный отряд. Численность сотрудников 270 чел. Из аэропорта организовались авиаперевозки туристов в Турцию, Египет. Регулярные перевозки свелись до минимума в связи с износом аэродромных покрытий.
В 2010 году Указом Президента России ОАО «Белгородское авиапредприятие» передано из федеральной собственности в собственность Белгородской области. Была начата масштабная реконструкция аэропорта в г. Белгород.
В 2011 году проведена реконструкция ВПП, рулёжных дорожек и перрона. Аэропорт допущен к приёму самолётов Boeing 737-300, Boeing 737-500, на которых производились чартерные полёты в Турцию, Испанию, Грецию, Болгарию. Выполнялись регулярные рейсы в Москву (ATR-72, CRJ-200, Saab 340), Сочи (Saab-2000), Санкт-Петербург (Saab-2000), Новый Уренгой (Ту-154). Начато возведение нового терминала с пропускной способностью 450 чел/час.
В 2012 году произведена полная реконструкция перрона, лётной полосы. Заменили ограждение по периметру аэропорта, реконструировали прилежащую территорию. Выполнялись рейсы в Москву, Санкт-Петербург, Новый Уренгой, Сочи, а также чартерных в Турцию, Грецию, Испанию, Италию, Таиланд.
1 февраля 2012 года международный аэропорт Белгород впервые в истории принял самолёт Airbus A320-200, выполнявший рейс по маршруту Москва (Домодедово) — Белгород. В эксплуатацию запущены новая ВПП и светосигнальное оборудование.
3 марта 2012 года Федеральное агентство воздушного транспорта выдало разрешение Международному аэропорту Белгород на приём и обслуживание самолётов типа Boeing 737-800 (400/600/700/900).

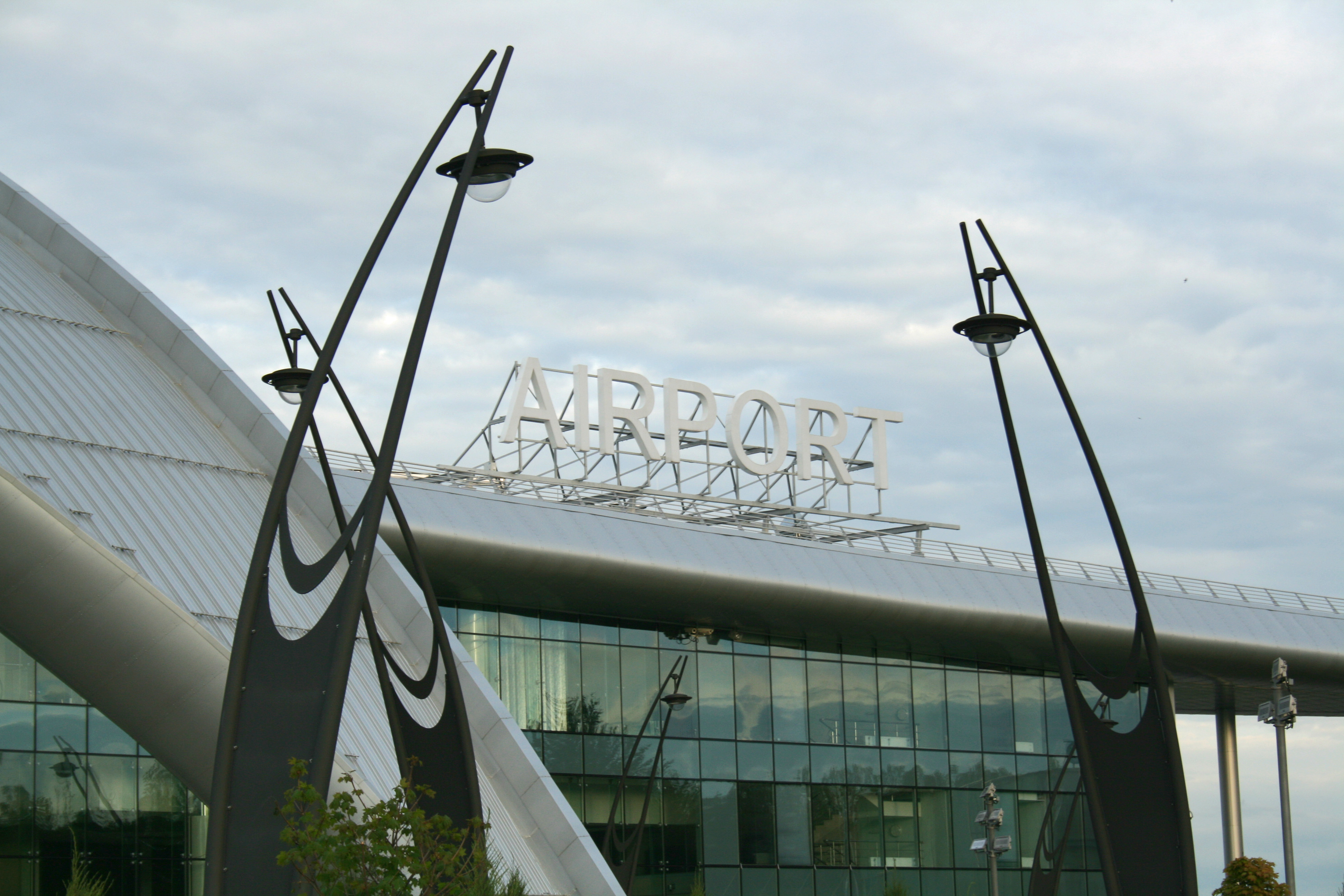
Новое здание аэровокзала

В апреле 2012 года стартовала чартерная программа в Турцию (Анталья), Грецию (Ираклион), Испанию (Барселона) от туроператора Pegas Touristik на самолётах Boeing 737-800 авиакомпании «Оренбургские авиалинии» и чартерная программа в Турцию (Анталья) от туроператора Tez Tour на самолётах Airbus A319 авиакомпаний «Кубань» и «Руслайн». Авиакомпания UTair открыла дополнительную вторую частоту на линии Москва — Белгород на самолёте ATR 72-500. Таким образом, количество рейсов на данном направлении увеличилось до 5 рейсов в день, а по некоторым дням — до 6 рейсов в день.
В июле годовой пассажиропоток превысил 100 000 человек.
В августе 2012 года аэропорт Белгород обновил аэродромную технику на общую сумму 38 миллионов рублей. В частности, был закуплен низкопольный перронный автобус МАЗ-171075 вместимостью 122 пассажира, автомобиль Follow me Chevrolet Niva (предназначен для сопровождения самолётов от стоянки до ВПП), аэродромный тягач ZAC-100 производства компании «АТА» (Италия), промышленный нагреватель воздуха С-350 для обогрева двигателей и салона воздушных судов в зимний период. Также была закуплена спецмашина «ПМ-Гейзер Элемет» на шасси КамАЗ-53605 для обработки воздушных судов противообледенительными жидкостями. Для оперативной очистки обновлённого перрона аэропорта от снега автопарк может быть пополнится машиной «Амкодор-27». Кроме того, служба поискового аварийно-спасательного обеспечения полётов наверное получит новый аэродромный пожарный автомобиль АА-12/60, что позволит аэропорту повысить категорию пожаротушения.
В сентябре новые объекты аэропорта подключены к электрическим сетям. 24 сентября аэропорт провёл первую в своей истории официальную споттинг-сессию.
19 октября 2012 года аэропорт получил официальное разрешение от Федерального агентства воздушного транспорта (ФАВТ) на приём самолётов типа Boeing 767-300ER и Boeing 757-200. 23 октября 2012 года аэропорт Белгород впервые в своей истории принял дальнемагистральный широкофюзеляжный самолёт Boeing 767-300ER авиакомпании NordWind. Ни один из регионов ЦФО, кроме Москвы и Белгорода, не имеет возможности принимать воздушные суда подобного класса. Самолёт совершил рейсы Бангкок — Белгород — Бангкок. В этот же день проведена вторая официальная споттинг-сессия.
Конкурсная комиссия ассоциации «Аэропорт» признала международный аэропорт Белгород лучшим аэропортом стран СНГ в 2013 году.
В 2016 году управляющая компания белгородского аэропорта «Воздушные ворота Белогорья» признана банкротом с задолженностью более 2 млрд рублей. В настоящее время образовано новое юрлицо — ООО «Международный аэропорт Белгород». Новая компания получила сертификаты оператора аэродрома гражданской авиации.
Указом Президента Российской Федерации Владимира Путина 31.05.2019 № 246 «О присвоении аэропортам имён лиц, имеющих особые заслуги перед Отечеством» аэропорту присвоено имя В. Г. Шухова.
Из-за вторжения России на Украину с 03:45 24 февраля 2022 года по настоящее время введён запрет на все полёты из аэропорта.

## Технические характеристики
Аэропорт имеет одну ВПП с искусственным асфальтобетонным покрытием длиной 2 500 и шириной 45 метра. Максимальная взлётная масса воздушного судна составляет 190 тонн. Аэропорт может принимать все узкофюзеляжные и некоторые широкофюзеляжные самолёты. При максимальной загруженности аэропорт может осуществлять до 16 взлётно-посадочных операций в час. Классификационное число ВПП (PCN) 57/F/D/X/T.
Пропускная способность нового аэровокзального комплекса до 450 пассажиров в час: 300 на внутренних рейсах и 150 на международных. По сравнению с 2010 годом, в 2011 году объём пассажирских перевозок увеличился на 45 % и составил 132 тыс. человек. За 5 месяцев 2012 года увеличение по сравнению с аналогичным периодом прошлого года составило 47 %.
Грузовой терминал общей площадью 1000 м² рассчитанный на одновременное хранение международных и внутренних грузов и почты объёмов до шести тонн. Расчётный грузооборот участка по обработке грузов и почты 2,3 тонны в сутки.
Находящийся в аэропорту комбинат питания «Полёт» имеет следующие производственные возможности:
- горячие закуски — 3000 шт./сутки;
- холодные закуски — 1600 шт./сутки;
- лёгкие закуски (чай, кофе) — 1600 шт./сутки;
- наборы питания — 3000 шт./сутки.

В час возможно обслуживать до 4 воздушных судов.
Склад горюче-смазочных материалов имеет топливохранилище объёмом в 1000 тонн. Аэропорт может осуществлять 0,7 заправок час, с выдачей топлива до 200 тонн топлива в сутки.

## Авиакомпании и направления
По состоянию на август 2019 года из аэропорта Белгород выполняют рейсы следующие авиакомпании:

## Показатели деятельности
Убыток Белгородского аэропорта в 2013 году вырос в 1,8 раза до 162 млн рублей.
В 2014 году пассажиропоток составил почти 400 тыс. человек, что на 41,5 % больше, чем в 2013 году. При этом на внутренних рейсах было обслужено около 250 тыс. пассажиров прирост составил 21 %, на международных — порядка 150 тыс. человек, что почти в два раза больше прошлогодних показателей. Службами белгородского аэропорта было обеспечено выполнение 3742 рейсов, прирост составил 17 %.
Данные из запроса в Викиданные.
| Год  | Всего пассажиров | Измен.    | Внутренние | Международные | Самолёто- вылеты | Грузы и почта, т. |
| ---- | ---------------- | --------- | ---------- | ------------- | ---------------- | ----------------- |
| 2006 | 73 145           | ?         |            |               | 1 138            | ?                 |
| 2007 | 95 529           | +30,6 % ▲ |            |               | 1 521            | ?                 |
| 2008 | 112 063          | +17,3 % ▲ |            |               | 1 561            | ?                 |
| 2009 | 78 024           | −30,3 % ▼ |            |               | 1 154            | ?                 |
| 2010 | 91 338           | +17,0 % ▲ | 82 200     | 9 138         | 1 264            | ?                 |
| 2011 | 132 968          | +45,5 % ▲ | 104 246    | 28 722        | 1 695            | ?                 |
| 2012 | 198 697          | +49,4 % ▲ | 157 197    | 41 500        | 2 565            | ?                 |
| 2013 | 280 605          | +42,0 % ▲ | 206 291    | 74 314        | 3 204            | ?                 |
| 2014 | 396 932          | +41,5 % ▲ | 249 423    | 147 509       | 3 742            |                   |
| 2015 | 416 817          | +5,0 % ▲  |            |               |                  |                   |
| 2016 | 346 469          | −16,9 % ▼ |            |               |                  |                   |
| 2017 | 468 773          | +35.3 % ▲ |            |               |                  |                   |
| 2018 | 453 902          | −3,17 % ▼ |            |               |                  |                   |
| 2019 | 468 672          | + % ▲     | 314 086    | 154 586       | 3 579            |                   |

### Грузопоток
Грузопоток (2009—2013 гг.)
| 2009 год | 2010 год  | 2011 год   | 2012 год   | 2013 год   |
| -------- | --------- | ---------- | ---------- | ---------- |
| 31 тонна | ▲ 87 тонн | ▲ 180 тонн | ▼ 156 тонн | ▼ 141 тонн |

## Принимаемые типы воздушных судов

### Зарубежного производства
ATR 42, ATR 72, Airbus A318, Airbus A319, Airbus A320, Airbus A321, BAe 146, Boeing 737-300, Boeing 737-400, Boeing 737-500, Boeing 737-800, Boeing 757-200, Boeing 767-300ER, CRJ-200, CRJ-700, CRJ-1000, Embraer 120, Embraer 145, Embraer E-Jets, Saab 2000, Saab 340 и другие среднемагистральные и дальнемагистральные самолёты.

### Российского и советского производства
Sukhoi Superjet 100, Ан-148, Ан-158, Ил-76, Ил-114, Ту-204, Ту-214, Ту-334, Ту-154, Ту-134, Як-42Д, Як-40 и другие среднемагистральные самолёты.

### Вертолеты
Все без исключения типы вертолётов.

## Происшествия и катастрофы
- 18 января 1979 года, совершая учебно-тренировочный полёт, разбился самолёт Let L-410 Turbolet. Все 3 члена экипажа погибли.

Основная статья: Катастрофа Let L-410 под Белгородом.
- 10 января 2022 года самолёт Сухой Суперджет 100-95B авиакомпании Red Wings (рег. RA-89122) при посадке выкатился за пределы полосы. В результате АП никто не пострадал[17].

## Печатное издание
Международный аэропорт Белгород имеет собственную корпоративную газету «Воздушные ворота Белогорья». Включает в себя 4 страницы с такими постоянными рубриками, как «Колонка генерального директора», «В цифрах», «Главная новость», «Именники» и др. Выходит один раз в квартал с тиражом 999 экземпляров. Газеты распространяются в здании аэропорта: на стойках регистрации и информации, в залах ожидания. Также доступна электронная версия газеты на официальном сайте международного аэропорта Белгород.

## Транспортное сообщение с районами города
Международный аэропорт Белгород связан с основными районами города троллейбусными и автобусными маршрутами:
- Троллейбусные маршруты:

| №  | Конечные остановки | Конечные остановки | Остановки | Примечание                                                                     |
| -- | ------------------ | ------------------ | --- | ------------------------------------------------------------------------------ |
| 1  | Аэропорт           | Ж.-д. вокзал       | Аэропорт-Автовокзал-Технический лицей-АО Сокол-Швейная фабрика-БГУ-ул. Гагарина-ул. Мичурина-з-д Энергомаш-Центральный рынок-Духовная Семинария-Скорая помощь-ул. Вокзальная-Ж.-д.. вокзал- ул. Белгородского полка-Стомат. поликлиника № 1-Ул. Попова-Универмаг Маяк-«Стадион Салют»                      | Кольцевой участок от «з-д Энергомаш» до «Стадион Салют» через «Ж. Д. Вокзал»   |
| 4  | Аэропорт           | Ж.-д. вокзал       | Аэропорт-Автовокзал-Технический лицей-АО Сокол-Швейная фабрика-БГУ-ул. Гагарина-ул. Мичурина-з-д Энергомаш-«Стадион Салют»-Заря-Почтамт-ул. Чумичова-ул. Белгородского полка-Ж.-д. Вокзал- ул. Белгородского полка-Скорая помощь-Духовная Семинария-Центральный рынок                                      | Кольцевой участок от «Стадион Салют» до «з-д Энергомаш» через «Ж. Д. Вокзал»   |
| 7  | Аэропорт           | БГТУ им. Шухова    | Аэропорт-Автовокзал-Технический лицей-АО Сокол-Швейная фабрика-БГУ-ул. Гагарина-ул. Мичурина-з-д Энергомаш-«Стадион Салют»-Свято Троицкий Бульвар-Водстрой-ул. 5 Августа-ул. Костюкова-ул. Мокроусова-з-д Электроконтакт- Д/С Космос- ул. Губкина-Подстанция- БГТУ им. Шухова-ЮМр-Телевышка-м-н Океан      | Кольцевой участок от «ул. Костюкова» через БГТУ им. Шухова до «ул. 5 Августа»  |
| 8  | Аэропорт           | БГТУ им. Шухова    | Аэропорт-Автовокзал-Технический лицей-АО Сокол-Швейная фабрика-БГУ-ул. Гагарина-ул. Мичурина-з-д Энергомаш-«Стадион Салют»-Свято Троицкий Бульвар-Водстрой- ул. 5 Августа-м-н Океан -Телевышка-ЮМр- БГТУ им. Шухова-Подстанция-л. Губкина-Д/С Космос-з-д Электроконтакт -ул. Мокроусова-ул. Костюкова-     | Кольцевой участок от «ул. 5 Августа» через БГТУ им. Шухова до «ул. Мокроусова» |
| 16 | Аэропорт           | рынок «Спутник»    | Аэропорт-Автовокзал-Технический лицей-АО Сокол-Швейная фабрика-БГУ-ул. Гагарина-ул. Мичурина-з-д Энергомаш-«Стадион Салют»-Свято Троицкий Бульвар-Водстрой-ул. 5 Августа-ул. Костюкова-ул. Мокроусова-ул. Королева-ул. Щорса-Гор. больница № 2-ул. 60 лет октября-ул. Спортивная-СПТУ № 33-рынок «Спутник» |                                                                                |

- Автобусные маршруты:
- 7 Аэропорт — Технологический университет (троллейбус+автобус)[19];
- 15 Аэропорт — Школа № 43;
- 17 Аэропорт — ул. Конева;
- 25 Ж.-д. вокзал — Психиатрическая больница;
- 28 (4т) ул. Красносельская — Ж.-д. вокзал;
- 107с п. Северный — Молодёжная;
- 107т п. Северный — ул. Ворошилова;
- 111у с. Дубовое — п. Северный;
- 111с с. Дубовое — мкр. Улитка;
- 128 п. Северный — Болховец;
- 130 п. Северный — Ж.-д. вокзал;
- 145 п. Северный— мкр. Новый;
- 220 з-д «Энергомаш» — г. Строитель.

## Галерея

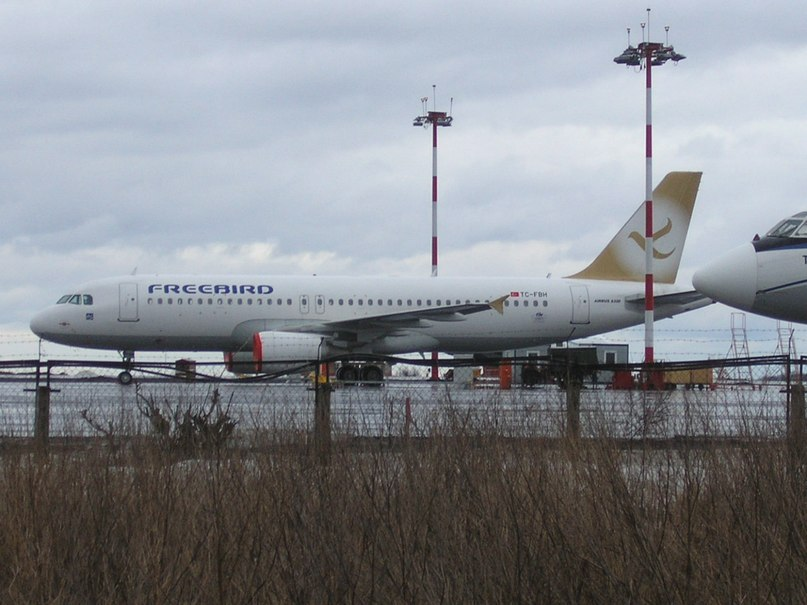
Airbus A320 турецкой авиакомпании FreeBird Airlines в Белгороде
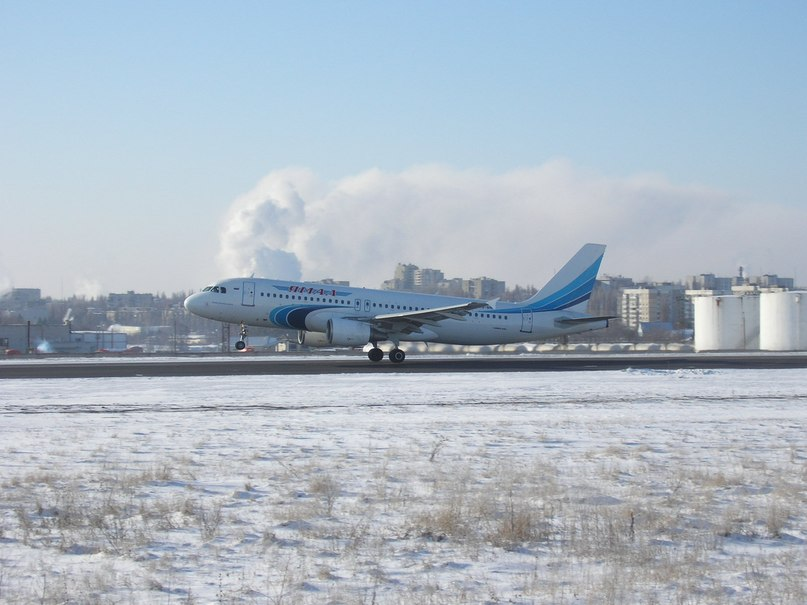
Airbus A-320 авиакомпании «Ямал» в аэропорту Белгород.
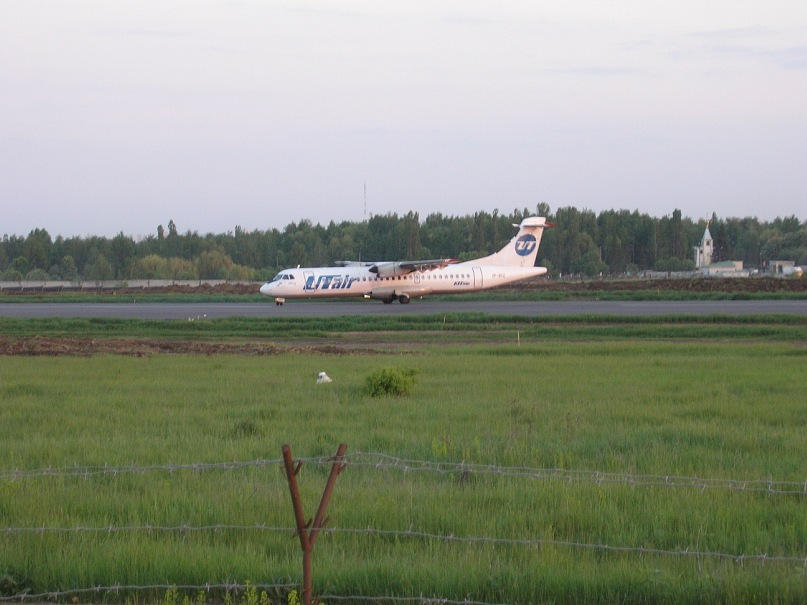
ATR-72 авиакомпании «Ютэйр» в Белгороде
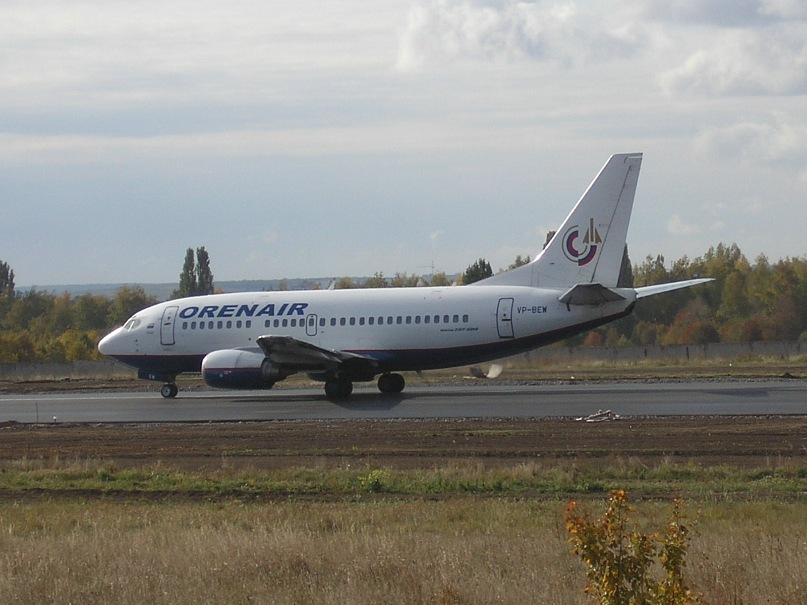
Boeing 737-500 «Оренбургских авиалиний» в Белгороде
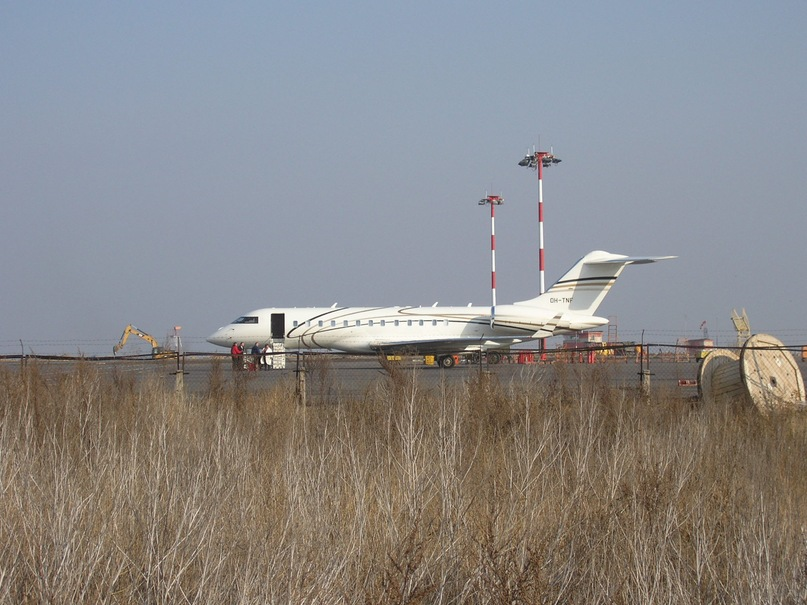
Bombardier BD700 Global Express финской авиакомпании в аэропорту Белгород
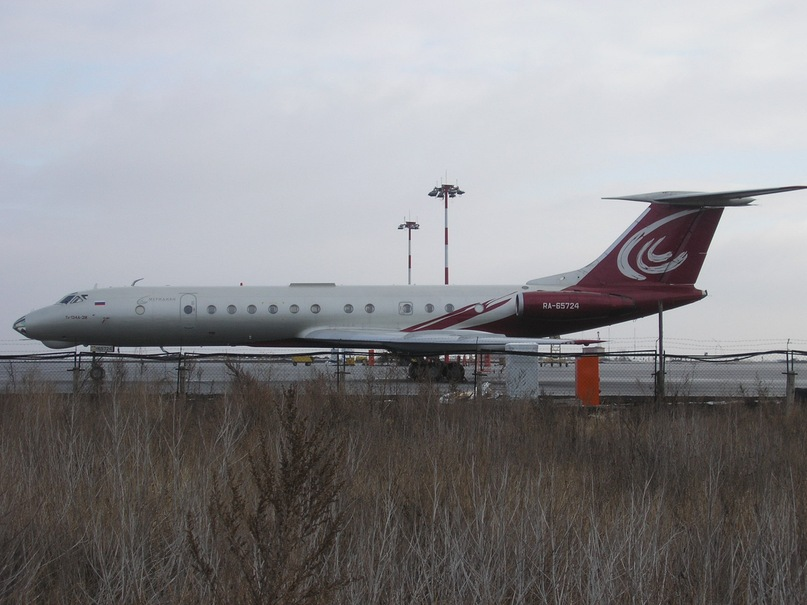
Ту-134 чартерной авиакомпании «Меридиан» в Белгороде
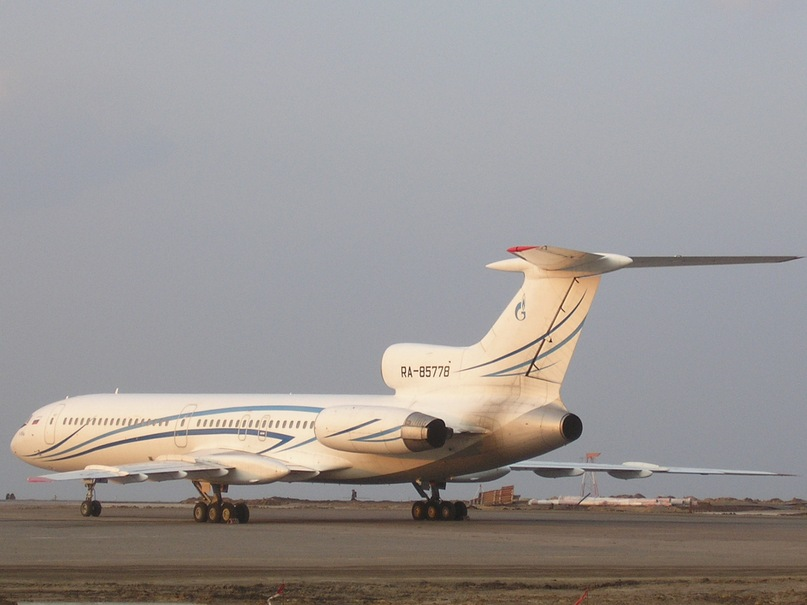
Ту-154М авиакомпании «Газпромавиа» в Белгородском аэропорту
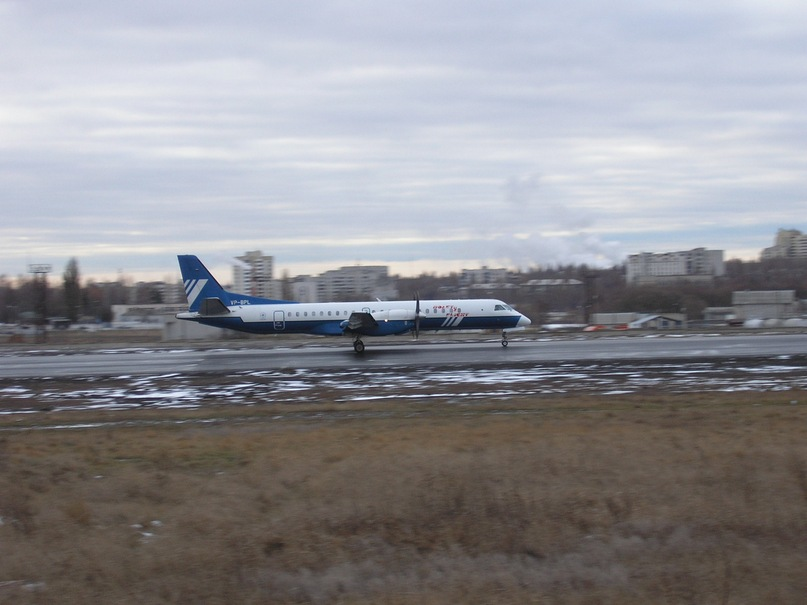
Saab 2000 авиакомпании «Полёт» в Белгороде
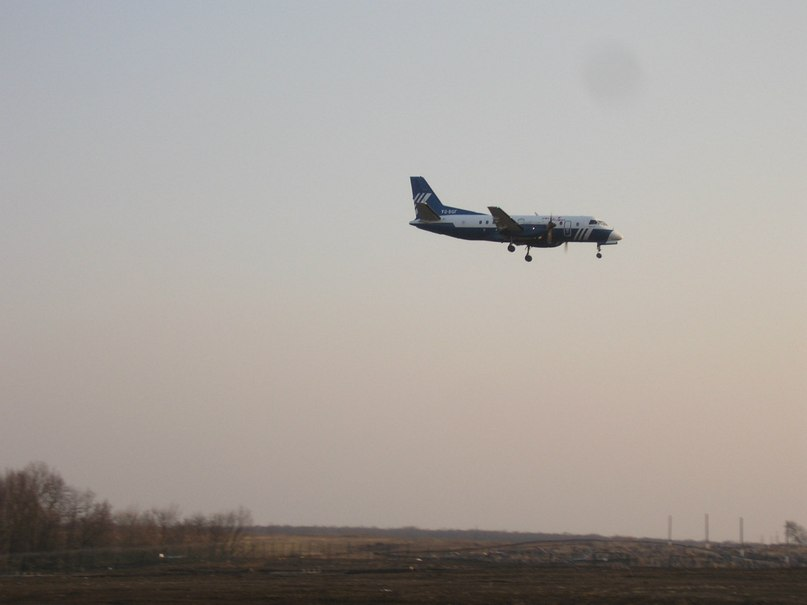
Saab 340 авиакомпании «Полёт» заходит на посадку в международном аэропорту Белгород
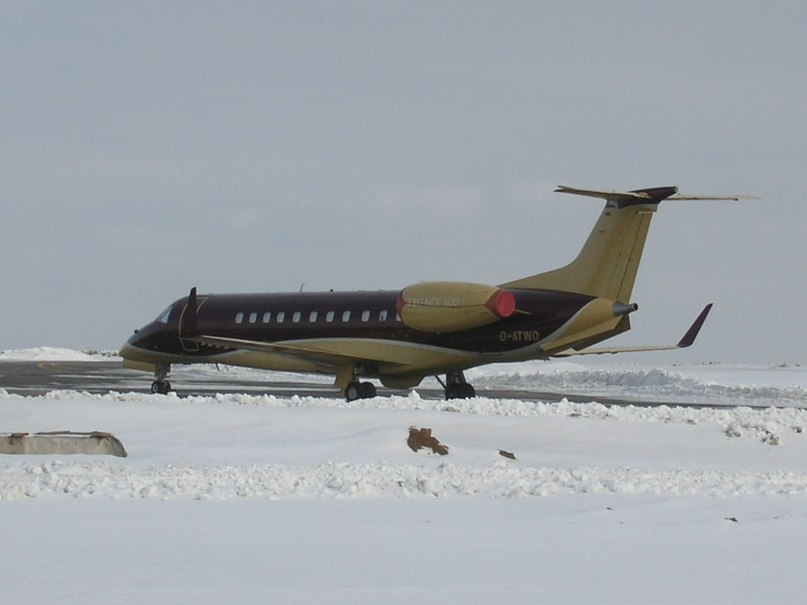
Embraer 135 немецкой авиакомпании DC Aviation в международном аэропорту Белгород